# 索雷尔 (索姆省)
索雷尔（法語：Sorel，法語發音：[sɔʁɛl]）是法国上法蘭西大區索姆省的一个市镇，属于佩罗讷区。

## 地理
索雷尔（50°1'24"N, 3°3'0"E）面积7.94 平方千米，位于法国上法蘭西大區索姆省，该省份为法国北部沿海省份，北起加来海峡省和北部省，西接滨海塞纳省和大西洋英吉利海峡，南至瓦兹省，东临埃纳省。
与索雷尔接壤的市镇（或旧市镇、城区）包括：梅斯昂库蒂尔、埃康库尔、凡村、厄迪库尔、列拉蒙、尼尔吕。

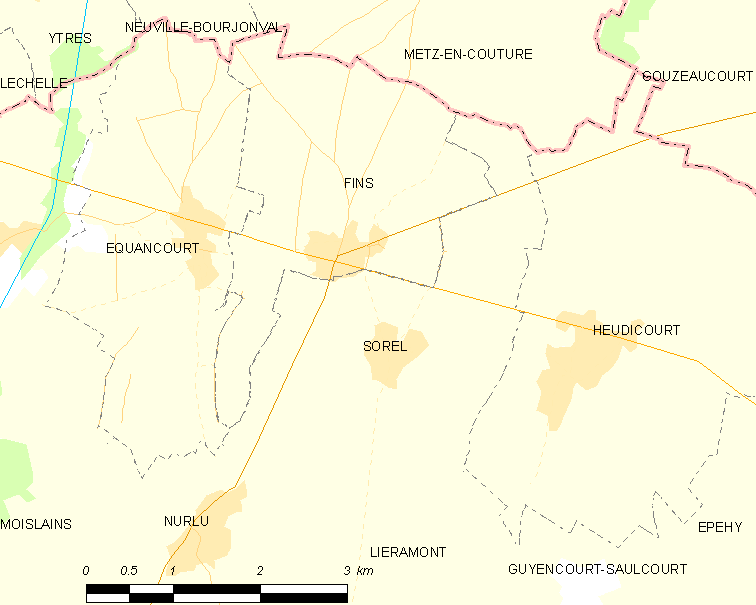
的OSM定位图

索雷尔的时区为UTC+01:00、UTC+02:00（夏令时）。

## 行政
索雷尔的邮政编码为80240，INSEE市镇编码为80737。

## 政治
索雷尔所属的省级选区为佩罗讷县。

## 人口

1962-2008年间人口变化图示

索雷尔于2022年1月1日时的人口数量为162人。